# Flygfotografi

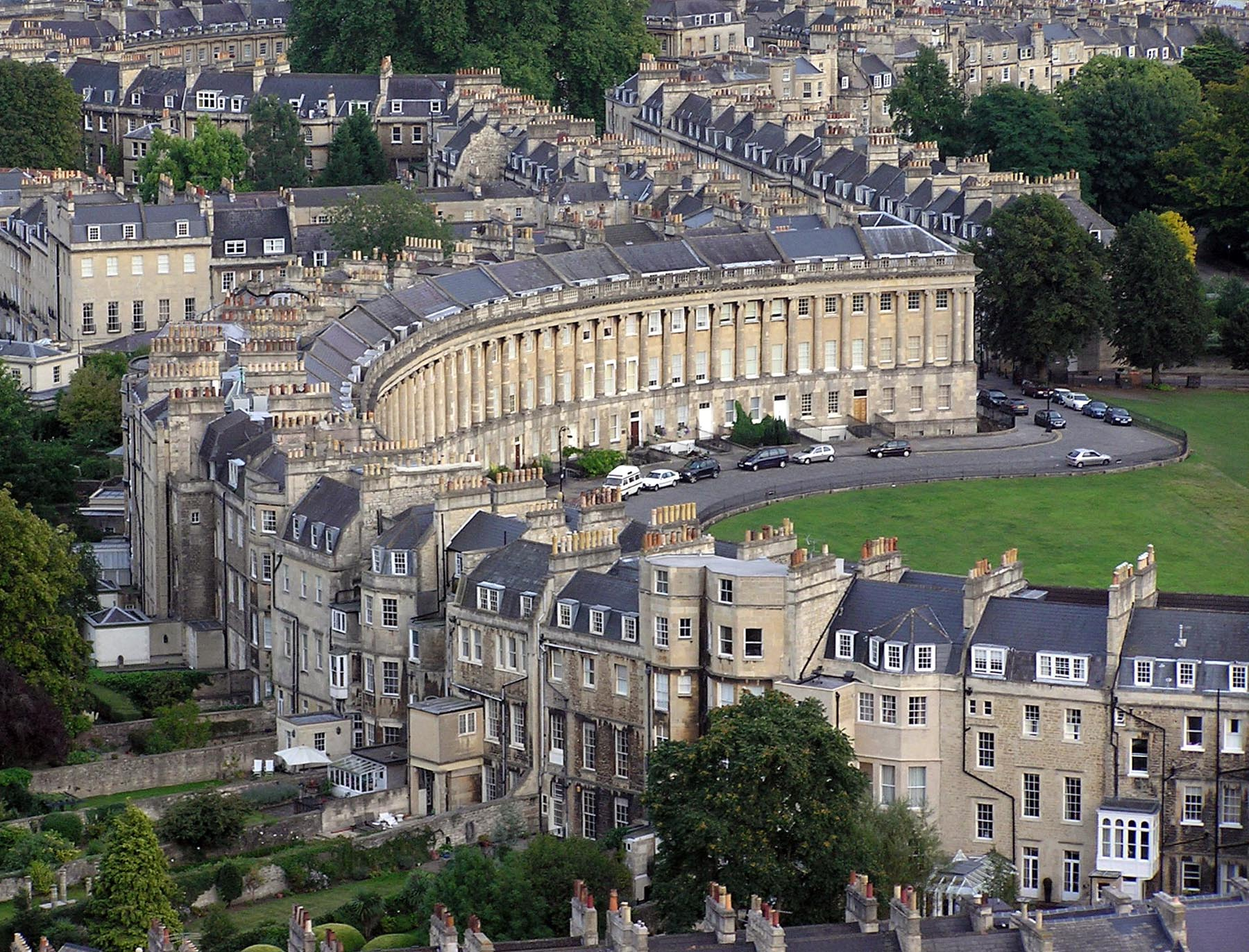
Flygfotografi över Royal Crescent (Bath, England) från en varmluftsballong.

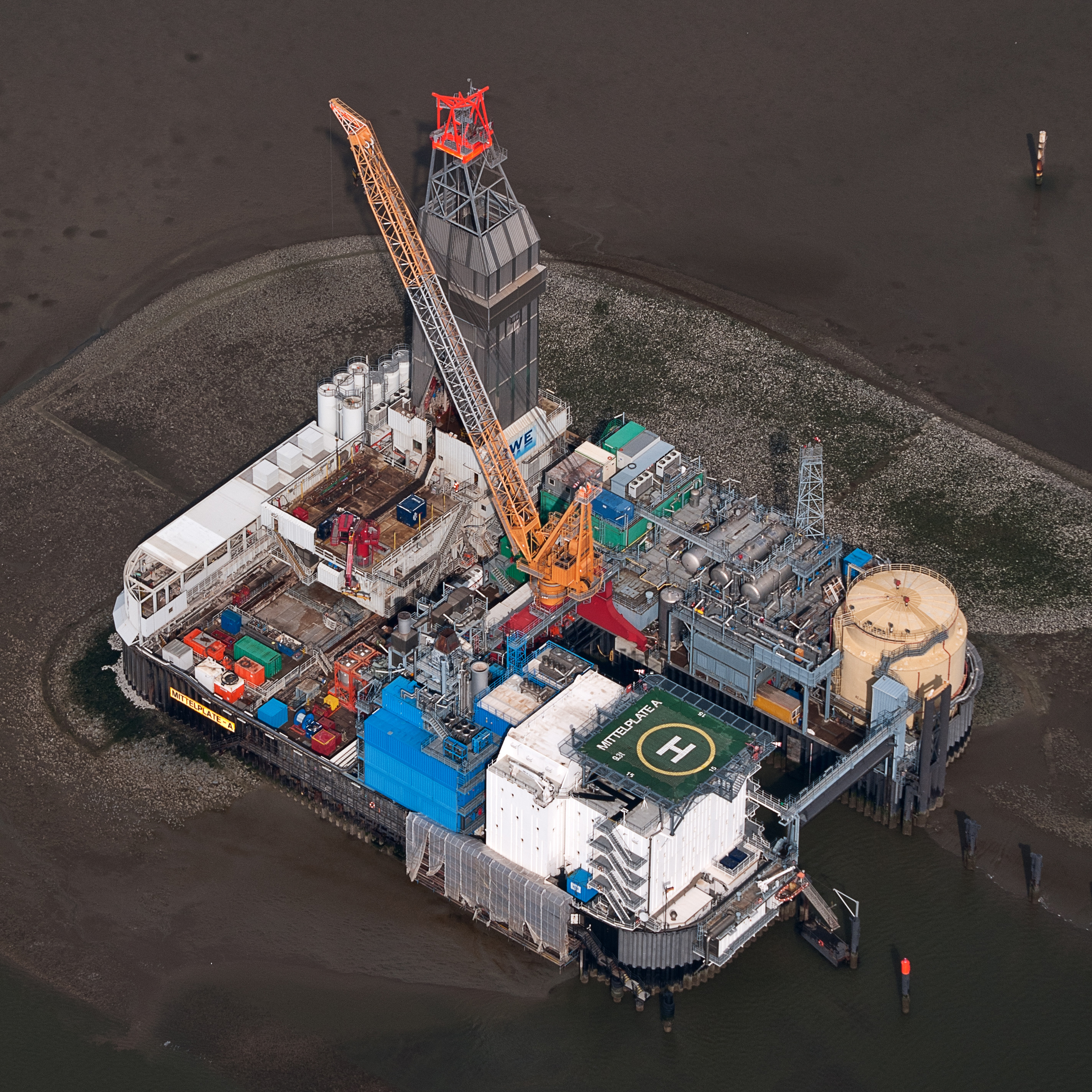
Flygfotografi över en tysk oljeplattform.

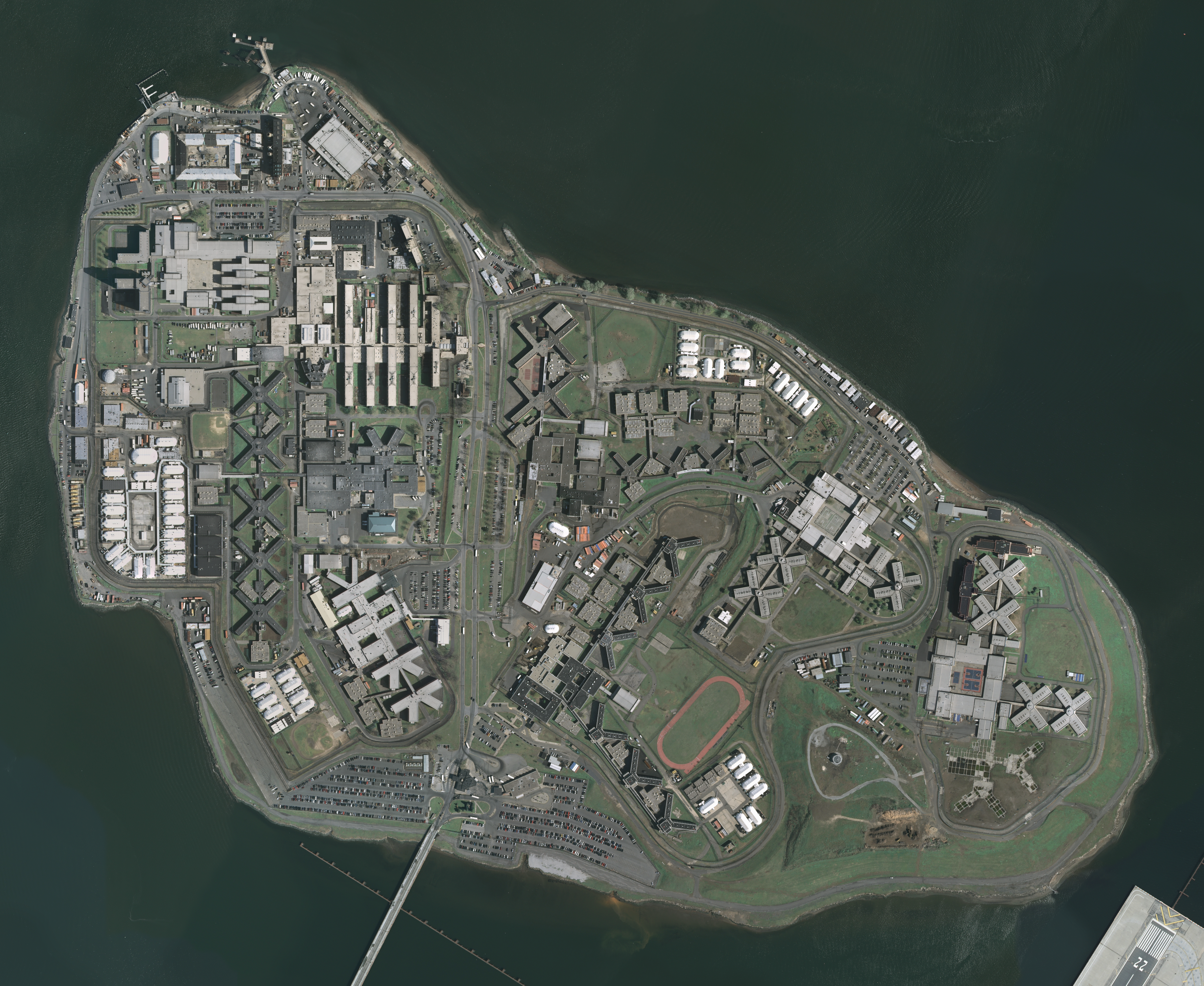
Flygfoto över Rikers Island.

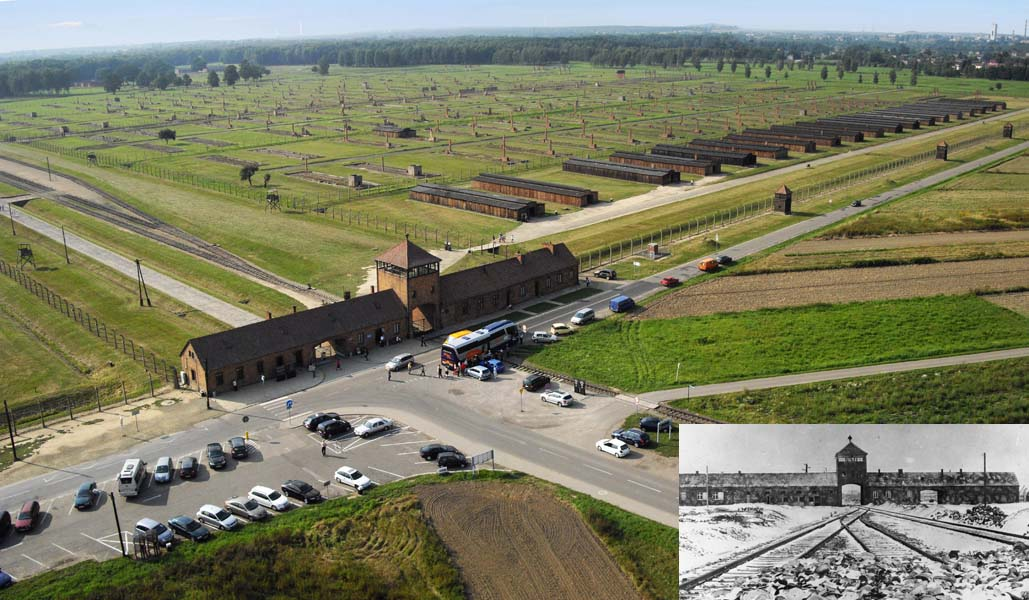
Flygfoto över Auschwitz Birkenau.

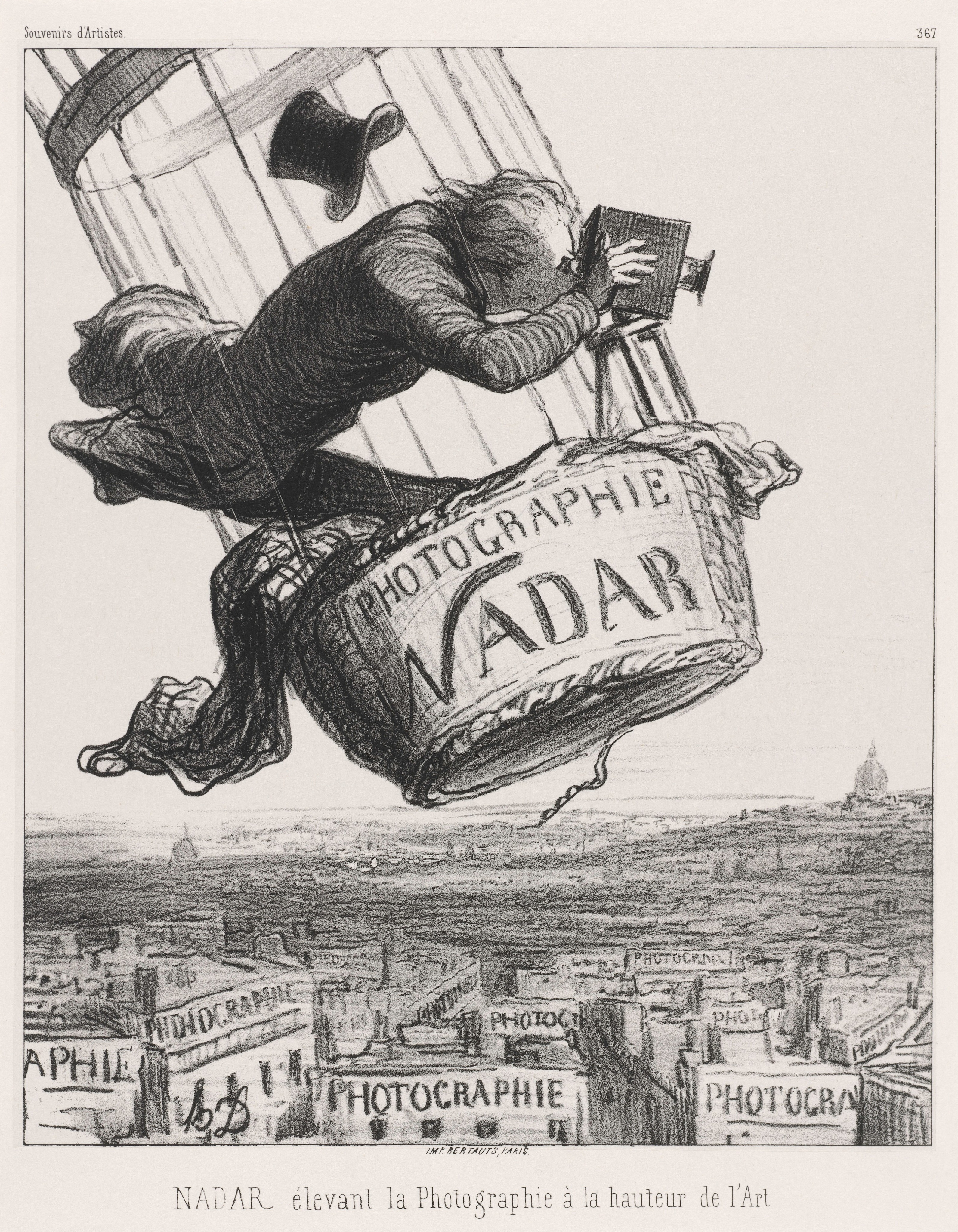
Félix Nadar tar en bild från en luftballong. Publicerad i Le Boulevard, 25 maj 1862.

Flygfotografier är fotografier som är tagna från ett luftfartyg. På engelska används ordet aerial photography, luftfotografi, som inbegriper all fotografi från luften. Vanligtvis har kameran, med operatör, inte någon kontakt med marken. Exempel på bärare av fotoutrustning är frånsett de vanligare luftfartygen, radiostyrda helikoptrar, duvor, luftballonger, fallskärmar och olika former av teleskopiska master. Bilder tagna ur fågelperspektiv gör att man får en klar och skarp bild av hur exempelvis ett landskap ser ut. 

## Amatörfotografen
Har möjlighet att ta avancerade flygfoton från varmluftsballong och andra flygfartyg. Att ta flygfotografier från drakar, modellbyggen och flygande leksaker är en ökande trend genom att digitala kameror blir kraftfullare, lättare och billigare och genom förbättrad teknik för självstyrande obemannade luftfarkoster. En möjlighet att ta foton från ovan ur fågelperspektiv är från en liten mast, handhållen eller anbringad på bilens dragkrok.
Ett litet antal entusiaster flygfotograferar från drakar. Draklitteraturen ger utförliga beskrivningar på hur en kameragondol för detta ändamål byggs. Även heliumfyllda ballonger kan användas för att ta flygbilder.

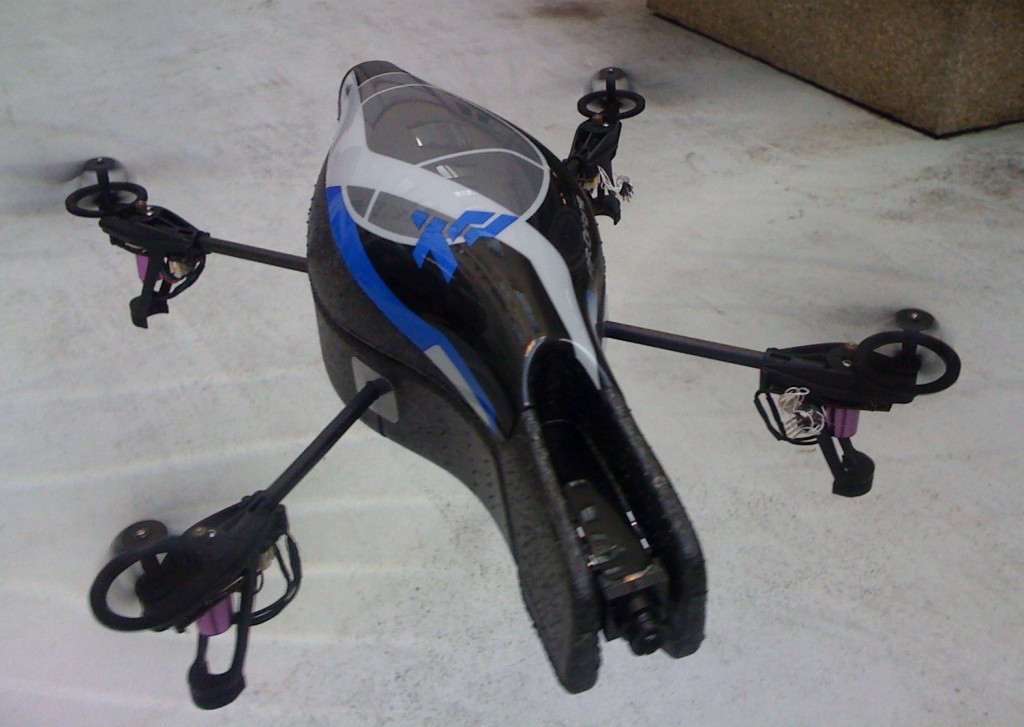
Parrot AR.Drone, leksakshelikopter med fyra rotorer och inbyggd kamera.

Ett exempel på klassiskt modellbygge med radiostyrning, som kan användas för fotografering, är det svenskutvecklade modellflygplanet Lajban. Modellhelikoptrar, som har fördelen att kunna stå still vid fotografering, har traditionellt varit dyrare och svårare att flyga än modellflygplan. Men detta har ändrat sig genom gyro-styrda modeller med fyra propellrar, så kallade quadrokoptrar. Den första billiga köpfärdiga modellen var leksaken Parrot AR.Drone, som lanserades på konsumentelektronikmässan CES 2010. Den kommunicerar med trådlöst nätverk (WiFi) och använder en app på Apple Iphone för fjärrstyrningen och kan även användas för fotografering.

## Flygbildstolkning
Inom försvaret, lantmäteriet och vid olika karteringar, som att avgöra olika vegetationstyper, skillnader i en glaciärs storlek eller näringsförändringar i sjöar är flygfotografier ett viktigt hjälpmedel. I ett ljusstereoskop tittar man på två transparenta bilder tagna i mycket kort följd, eller med hjälp av två kameror. I stereoskopet passas dessa bilder ihop, så att bilden framstår som tredimensionell. Tidigare användes svartvita bilder, men numera används IR-färgbilder. Fördelen med IR är att skillnader i fuktighet och temperatur avspeglas mycket tydligt. Inom försvaret kan detta till exempel innebära att man kan avslöja enheter som kamouflerats med nedhuggna buskar och träd, då döda växter har en helt annan IR-signatur än levande. För en lantmätare eller en forskare kan skillnader i markfuktighet, olika trädarter, mycket växtlighet i en sjö (övergödning), med mera, vara mycket viktigt för deras respektive arbeten.
I IR-färgbilder blir barrträd mörk grön/röda och lövträd ljusröda.

## Flygfotografering för karteringsändamål
Det här är en sammanfattning av avsnittet Flygfotografering i artikeln Stereokartering
När man skall producera en karta ur flygbilder använder man ett underlag av flygbilder som är fotograferade enligt en så kallad stråkplan ur vilken flygriktningen och de enskilda bildernas lägen framgår. Bilderna tas med överlappning, och kan genom att de justeras relativt varandra med hjälp av punkter som är utmärkta i terrängen med så kallade flygsignaler betraktas i stereo under karteringsarbetet.

## Regelverket i Sverige
I Sverige är det fritt att flygfotografera, men för att publicera foton och andra registreringar från flygplan krävs tillstånd från Lantmäteriet. Även foton och videor från modellflygplan och drönare kräver tillstånd, men inte fotografier från stegar, lyftkranar och master.
Den stora spridningen av obemannade luftfarkoster har under senare år ökat mängden flygfotograferingar. Försvarsmakten, som fram till 1 maj 2016 ansvarade för spridningstillstånden, fick under perioden januari–mars 2015 in 70 ansökningar om spridning av flygfoton och flygfilmer, vilket var en kraftig ökning. För att avlasta Försvarsmakten utreddes det om Lantmäteriet skulle kunna ta över rollen för tillståndsgivningen. Ansvariga för tillståndsgivningen vid Försvarsmaktens region syd erkänner att den snabba teknikutvecklingen har gjort att det behövs en ny lag angående reglementet för flygfotografering.

## Övrigt
Man skiljer på lodbildsfotografering, det vill säga när man tar bilden lodrätt rakt ned mot marken, och oblik fotografering eller snedbildfotografering när man fotograferar snett ned mot marken. Produkterna kallas för lodbilder och snedbilder i kartbranschen  Se mera under rubriken Flygfotografering för karteringsändamål. 
Många orienteringskartor görs med hjälp av lodbildsfotografering.
Yrkesmässig flygfotografering sker med särskilda kameror, flygkameror  av storformatskameratyp eller mellanformatskamera.
Den ursprungliga hasselbladskameran var en kamera som utvecklades för försvarets räkning och användes för flygspaning.
I oktober 1940 levererades en prototyp flyghandkameran HK7, den serietillverkades som Ross HK7 och levererades i 240 exemplar med optik från Zeiss och Schnider. Röd- och gulfilter användes flitigt under den svartvita tiden.
Vissa spionsatelliter ligger i så kraftigt elliptiska banor att de känner jordatmosfär under en del av varvet. De tar foton från en höjd på ca 300km. Världens första flygfoto togs troligen år 1858 av den kända porträttfotografen Felix Nadar och var ett foto på Paris taget från en varmluftsballong.
Kameror med autofokus måste manuellt ställas in på oändligt avstånd.